# Gronau, Niedersachsen
Gronau (Leine) är en stad i Landkreis Hildesheim i förbundslandet Niedersachsen i Tyskland.
Staden ingår i kommunalförbundet Samtgemeinde Leinebergland med ytterligare två kommuner.